# Ağahüseyn Mustafayev
Ağahüseyn Təbriz oğlu Mustafayev (in russo Агагусейн Мустафаев?, Agagusejn Mustafaev; 11 aprile 1989) è un lottatore azero, specializzato nella lotta libera.  Ai campionati europei di lotta di Bucarest 2019 ha vinto la medaglia d'argento nella categoria fino a 70 chilogrammi

## Palmarès
- Europei

Bucarest 2019: argento nei 70 kg.
Roma 2020: argento nei 70 kg.